# Великия
Великая или Великия (макед. Велика, лат., др.-гр. Velikios, ст.-слав. Великїе
) — название средневековой области и епархии на территории Республики Македонии и на юго-западе Болгарии.
Топоним Велика (Великия) упоминается в средневековых источниках как название епархии, расположение которой долгое время оставалось предметом споров. По мнению Илиева, Велика — уточняющее и конкретизирующее дополнение, располагалась в среднем течении реки Вардар. Согласно другой точки зрения, Велика была заселена славянским племенем смолян и находилась в районе Западных Родопов и в долине реки Месты с центром в Струмице. В 893 году первым славянским епископом в Великии и Драгувитии стал Климент Охридский.